# Piszczatka (powiat siemiatycki)
Piszczatka (dawn. Piszczatka Bogacka) – wieś w Polsce położona w województwie podlaskim, w powiecie siemiatyckim, w gminie Nurzec-Stacja. 
Wieś jest częścią składową sołectwa Tymianka.
Wieś magnacka położona była w końcu XVIII wieku w hrabstwie wysockim w powiecie brzeskolitewskim województwa brzeskolitewskiego. W latach 1975–1998 miejscowość położona była w województwie białostockim.
Prawosławni mieszkańcy wsi należą do parafii Świętych Kosmy i Damiana w Telatyczach, a wierni kościoła rzymskokatolickiego parafii Podwyższenia Krzyża Świętego w Tokarach.
Dawniej nazywane Piszczatką Bogacką w celu odróżnienia jej od Piszczatki (Połowieckiej) koło Połowiec (dawniej obie Piszczatki należały do tej samej gminy Wierzchowice).